# 小原渉
小原 渉（おばら わたる、1989年5月29日 - ）は、日本の元ラグビー選手。

## プロフィール
- 福岡県出身[1]。
- 現役時代のポジションはフランカー(FL)。
- 身長 180cm、体重 96kg
- ニックネームはわたる。

## 略歴
2008年、東筑高校卒業後、関西学院大学に入る。
2011年、関西学院大学ラグビー部の副将に就任した。
2012年、関西学院大学卒業後、九州電力キューデンヴォルテクスに加入。同年10月13日に行われたジャパンラグビートップリーグ第6節の神戸製鋼コベルコスティーラーズ戦に先発出場で公式戦初出場を果たす。 
2023年、現役を引退した。